# Cantonul Sumène
Cantonul Sumène este un canton din arondismentul Le Vigan, departamentul Gard, regiunea Languedoc-Roussillon, Franța.

## Comune
- Roquedur
- Saint-Bresson
- Saint-Julien-de-la-Nef
- Saint-Laurent-le-Minier
- Saint-Martial
- Saint-Roman-de-Codières
- Sumène (reședință)